# Andrzej Pełka
Andrzej Pełka (ur. 18 lutego 1962 w Niedośpielinie k. Radomska, zm. 17 grudnia 1981 w Katowicach) – pracownik Kopalni Węgla Kamiennego „Wujek” od połowy listopada 1979 roku, ofiara pacyfikacji kopalni w grudniu 1981 roku.

## Życiorys
W 1979 roku ukończył Zasadniczą Szkołę Zawodową w Częstochowie. W kopalni Wujek pracował na powierzchni jako cieśla budowlany na oddziale budowlanym. Bezpartyjny, od 1980 roku członek NSZZ „Solidarność”. W czerwcu 1981 roku złożył wypowiedzenie z pracy, którego dyrekcja nie przyjęła. Do strajku przyłączył się 15 grudnia, na dzień przed pacyfikacją. 16 grudnia 1981 lekko poparzony petardą w okolicy twarzy, następnie został postrzelony, jedna kula przebiła na wylot płuco, druga przeszyła jego głowę. Przewieziony do szpitala w Katowicach-Ligocie zmarł po dwóch godzinach, wymawiając słowa „Mamo, ratuj!”. Pogrzeb odbył się 20 grudnia 1981 w Niedośpielinie. Był kawalerem.

## Odznaczenia

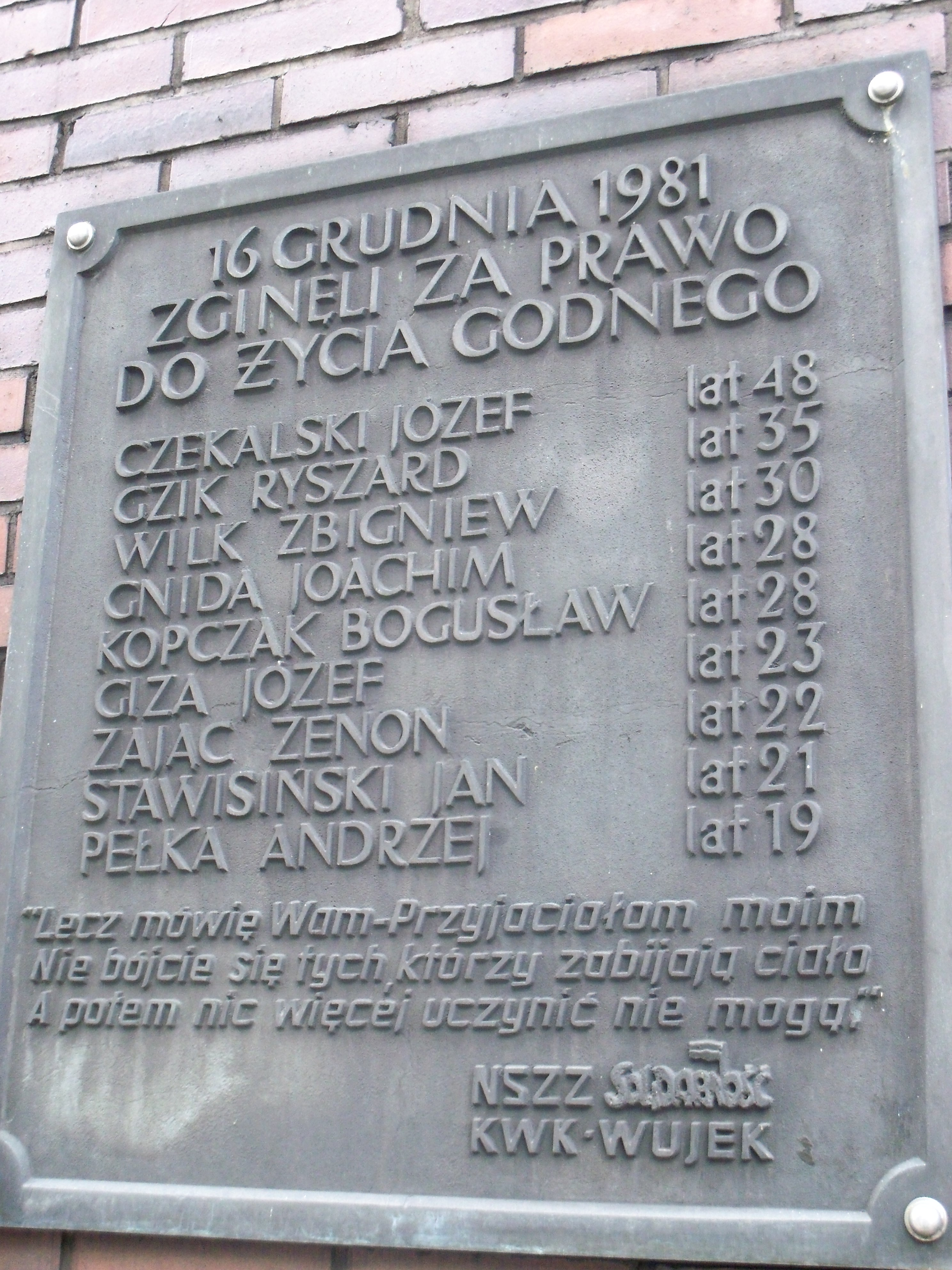
Tablica upamiętniająca ofiary pacyfikacji kopalni „Wujek”

29 sierpnia 1990 r. został pośmiertnie odznaczony Złotym Krzyżem Zasługi z Mieczami przez prezydenta RP na Uchodźstwie Ryszarda Kaczorowskiego, zaś 7 grudnia 1992 r. Krzyżem Kawalerskim Orderu Odrodzenia Polski przez prezydenta RP Lecha Wałęsę. W 2015 r. pośmiertnie odznaczony Krzyżem Wolności i Solidarności.